# Can Cerdanya
Can Cerdanya de Grions és una masia de Sant Feliu de Buixalleu (Selva) inclosa a l'Inventari del Patrimoni Arquitectònic de Catalunya. No s'ha de confondre amb Can Cerdanya de Belluga.

## Descripció
Masia aïllada, orientada al sud, situada al nucli de Grions.
L'edifici, de planta baixa i pis, està cobert per un teulat a doble vessant desigual, desaiguat a les façanes principal i posterior.
A la façana principal, a la planta baixa hi ha la porta d'entrada en arc escarsser i dues finestres en arc de llinda, protegides per una reixa de ferro forjat semicirculars, coronades per una mena de mig cupulí.
Al primer pis, tres balcons en arc de llinda amb balcons de ferro forjat.
Annex al costat esquerre, hi ha una galeria d'arcades amb pilars quadrats i balaustrada amb pedra. Just al costat, una garita amb espitlleres (antigament, la casa s'acabava just a la garita. La galeria, va fer perdre l'ús defensiu de la garita).
Al costat dret hi ha una petita dependència.
Algunes façanes estan arrebossades i pintades d'un color rosat, i altres conserven la pedra vista.
La casa té una dada en una rajola que la situa el 1867. Degut a les reformes dutes a terme cap el 1980, van ser trobades diverses caixes de plom colgades a terra, dintre de les quals hi ha papers de diaris posats per a protegir el material. Alguns d'aquests diaris són del segle xix (1827).